# Чемпионат Норвегии по кёрлингу среди юниорских смешанных пар
Чемпионат Норвегии по кёрлингу среди юниорских смешанных пар (норв. Norgesmesterskap for Mixed Double Junior; NM Mixed Double Junior, NM Junior Mixed Double, NM junior mixed doubles) — ежегодное соревнование норвежских юниорских (участники должны быть в возрасте до 21 года на дату начала чемпионата) смешанных пар (в команде один мужчина и одна женщина; см. Кёрлинг среди смешанных пар) по кёрлингу. Проводится начиная с сезона 2019—2020. Организатором является Ассоциация кёрлинга Норвегии (норв. Norges Curlingforbund).
Победитель чемпионата получает право до следующего чемпионата представлять Норвегию на международной арене (в том числе на чемпионате мира) как её юниорская смешанная парная сборная команда.

## Годы и команды-призёры
Составы показаны в порядке: женщина, мужчина, тренер (если есть).
| Год  | Город, даты                                     | Золото                                          | Серебро                                         | Бронза                                          | Место на чемпионате мира |
| 2020 | Станге, 29 февраля — 1 марта                    | Мартине Рённинг / Матиас Бранден                | Henriette Helgevold / Nicolai Sommervold        | Astri Forbregd / Андреас Хорстад                | —                        |
| 2021 | чемпионат не проводился из-за пандемии COVID-19 | чемпионат не проводился из-за пандемии COVID-19 | чемпионат не проводился из-за пандемии COVID-19 | чемпионат не проводился из-за пандемии COVID-19 | —                        |
| 2022 | Станге, 19—20 февраля                           | Nora Østgård / Eskil Eriksen                    | Милле Нурбю / Grunde Buraas                     | Ингеборг Форбрегд / Lukas Høstmælingen          | —                        |
| 2023 | Тронхейм, 18—20 ноября 2022                     | Nora Østgård / Eskil Eriksen                    | Ингеборг Форбрегд / Lukas Høstmælingen          | Sylvi Hausstätter / Harald Dæhlin               | —                        |
| 2024 | чемпионат не проводился                         | чемпионат не проводился                         | чемпионат не проводился                         | чемпионат не проводился                         | —                        |
| 2025 | Лиллехаммер, 16—17 ноября 2024                  | Nora Østgård / Eskil Eriksen                    | Sylvi Hausstâtter / Sigurd L. Svorkmo           | Andrine V Rønning / Harald Dæhlin               | 10                       |